# 基卡·德拉·加爾薩
埃利希奧·基卡·德拉·加爾薩二世（英語：Eligio “Kika” de la Garza, II；1927年9月22日—2017年3月13日），是美國的民主黨政治人物，前美國眾議院德克薩斯州第十五國會選區議員。

## 生平
德拉·加爾薩生於德克薩斯州伊達爾戈縣梅賽德斯，17歲時開始在美國海軍服役2年。之後他選擇在德克萨斯州大河谷大学和美国陆军於奧克拉荷馬州锡尔堡砲兵學校繼續學業；1952年起，德拉·加爾薩成為第37野戰砲兵團的中尉，並調配參與韓戰。戰後，他又一次專注學業：入讀圣安东尼奥聖瑪麗大學法學院獲得法律學位，之後幾年在里奧格蘭德山谷發展法律業務，到1953年當選為德克薩斯州眾議院議員，直到1965年。
於州眾議院期間，德拉·加爾薩以發起大量關於教育和環境的法律而聞名，包括撰寫保護濕地、創立國家資助的學前班和建造更多通往墨西哥的國際橋樑法案。子1965年至1957年，他是德克薩斯州眾議院唯一一名拉丁裔議員，此後才有來自韋布縣拉雷多的墨西哥裔議員——奧斯卡·M·勞雷爾加入。
德拉·加爾薩在1965年當選為美國眾議院議員，被假定為美國總統林登·約翰遜的堅定支持者。從1981年到1994年，他擔任眾議院農業委員會的主席，領導通過重組農業貸款制度、農場保險制度、美國農業部和農藥法的法案。他也是一位公民权和呼籲美國和墨西哥順暢關係的支持者：他努力改善兩國之間的貿易，同時是通過《北美自由贸易协议》立法的關鍵人物。
德拉·加爾薩的綽號來自安迪·魯尼早期一個電視節目，因為魯尼曾提到「基希·德拉·加爾薩」（Kiki de la Garza）是最貼切他的名字之一。退休後他和妻子露西爾到麦卡伦居住，直到2017年3月13日因腎衰竭逝世。

## 外部連結
- 基卡·德拉·加爾薩－美國國會國家人物傳記大辭典

| 德克薩斯州眾議院                   | 德克薩斯州眾議院                                          | 德克薩斯州眾議院               |
| ---------------------------------- | --------------------------------------------------------- | ------------------------------ |
| 前任者： L·P·卡斯頓 第三十八-F選區 | 德克薩斯州眾議院第三十八-三選區 眾議院議員 1953年－1965年 | 繼任者： A·C·「巴德」·阿特伍德 |
| 美国众议院                         |                                                           |                                |
| 前任者： 喬·M·基爾戈               | 德克薩斯州第十五國會選區 眾議院議員 1965年－1997年        | 繼任者： 魯本·伊諾埃薩         |
| 官衔                               |                                                           |                                |
| 前任者： 湯姆·霍利                 | 眾議院農業委員會主席 1981年－1995年                       | 繼任者： 派特·羅伯茲           |